# Стара Пулапіна
Стара Пулапіна (пол. Stara Pułapina) — село в Польщі, у гміні Баранув Ґродзиського повіту Мазовецького воєводства.
Населення — 51 особа (2011).
У 1975-1998 роках село належало до Скерневицького воєводства.

## Демографія
Демографічна структура станом на 31 березня 2011 року:
|          | Загалом | Допрацездатний вік | Працездатний вік | Постпрацездатний вік |
| -------- | ------- | ------------------ | ---------------- | -------------------- |
| Чоловіки | 24      | 6                  | 16               | 2                    |
| Жінки    | 27      | 7                  | 13               | 7                    |
| Разом    | 51      | 13                 | 29               | 9                    |